# Antoni Wieloch
Antoni Wieloch (ur. 6 października, 1914 w wolnym mieście Gdańsk, zm. 30 maja, 2000 w Lund, Szwecja) – urzędnik, fotograf i działacz społeczny, od 1945 zamieszkały w Szwecji.

## Biografia

### 1914-1939
Antoni Wieloch, ur. 6 października 1914 r. w wolnym mieście Gdańsk, zm. 30 maja 2000 r. w Lund, Szwecja, syn Władysława i Marianny (z d. Górska), oboje Polacy. Ukończył Gimnazium Polskie w Gdańsku w 1934 r., a następnie pracował jako urzędnik Poczty Polskiej w Gdańsku przy Heveliusplatz. Walczył o polskość Gdańska. Działał w ruchu antyhitlerowskim i przeszedł tajne szkolenie wojskowe w Gdyni i Warszawie w celu przeprowadzenia sabotażu na wypadek wojny

### 1939-1947
W związku z szykanami hitlerowskimi ludności polskiej w Gdańsku, wieczorem 31 sierpnia 1939 r. odprowadził dwie koleżanki z poczty do domu i u nich przenocował. Kilka godzin później, 1 września budynek Poczty Polskiej został zaatakowany przez oddziały SS. Wybuchła II Wojna światowa. Tego samego dnia został aresztowany przez gestapo i wywieziony jako więzień polityczny do obozu koncentracyjnego Steinbruch-Grenzdorf, następnie do Stutthofu i 19 kwietnia 1940 r. do Sachsenhausen (nr więźnia 23388). W obozie zachorował na gruźlicę. W kwietniu 1945 r. obóz został ewakuowany i Niemcy w tzw. „Marszu śmierci”pognali więźniów na północny zachód. 2 maja Antoni Wieloch został uwolniony przez wojska alianckie pod Schwerinem. Dzięki opiece UNRRA został przetransportowany z Lubeki do Malmö, gdzie dotarł 16 lipca 1945 roku. Przeszedł wieloletnie leczenie gruźlicy w szpitalach w Lund i Malmö. Osiedlił się w Lund, gdzie poślubił Polkę Krystynę Bilską 26 października 1947 r., która dotarła do Malmö 1 maja 1945 z „Białymi Autobusami” Szwedzkiego Czerwonego Krzyża z obozu koncentracyjnego Ravensbrück.

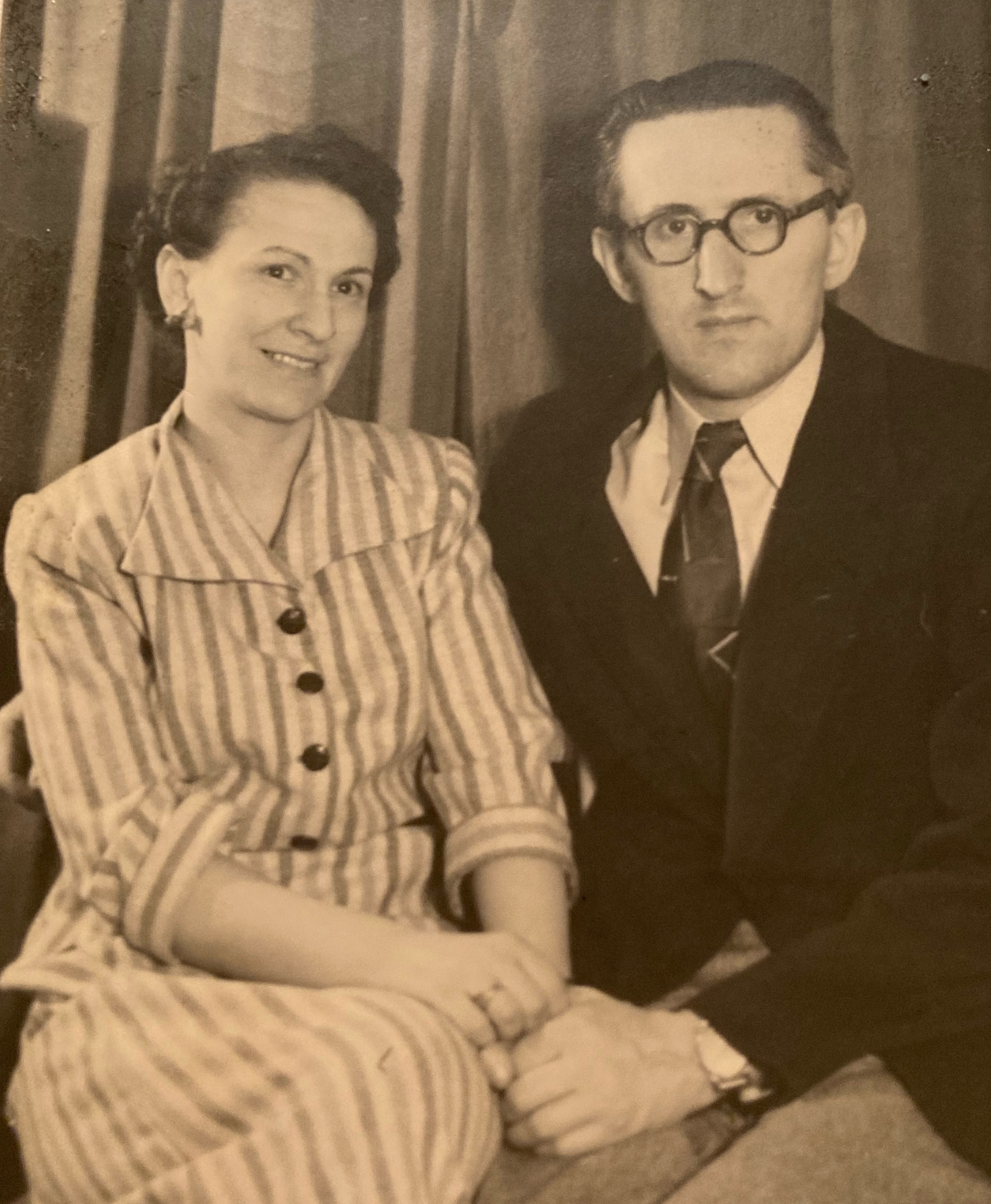
Krystyna i Antoni Wieloch, 1954.

### 1948-2000
Antoni Wieloch studiował na Uniwersytecie w Lund, a następnie pracował jako fotograf Instytutu Astronomii aż do emerytury.
Angażował się dla sprawy Polski i jej obywateli, m.in. jako członek Stowarzyszenie Polskich Kombatantów (SPK) w Szwecji i Związku Kombatantów Rzeczypospolitej Polskiej. Dom Państwa Wielochów zawsze był otwarty dla gości z Polski.
Był sekretarzem komitetu budowy Pomnika ofiar obozów koncentracyjnych postawionego w 1963r. z inicjatywy hrabiny Ludwiki Borel-Plater na cmentarzu Norra kyrkogården w Lund.
W latach 1960–1970 pośredniczył w adopcji ok. 20 dzieci polskich do rodzin szwedzkich we współpracy z Towarzystwem Przyjaciół Dzieci i Instytutem Matki i Dziecka w Warszawie.
Wraz z żoną Krystyną powołał Komitet Solidaritet med Polens Barn (Solidarność z Dziećmi Polskimi), który inspirował szkoły, parafie i osoby prywatne w Szwecji do zbierania funduszy na pomoc dzieciom polskim w okresie kryzysu gospodarczego i politycznego lat 1980.
Antoni i Krystyna Wieloch są pochowani w Lund na cmentarzu Norra kyrkogården.

## Odznaczenia
- 1992, Odznaka „Zasłużony Pracownik Łączności”.
- 1997, Medal 1000-lecia Miasta Gdańska.
- 2009, Krzyż Komandorski Orderu Zasługi Rzeczypospolitej Polskiej, pośmiertnie razem z żoną Krystyną[12].